# Кралицата на феите
Кралицата на феите (на английски: The Faerie Queene) е незавършена английска епична поема от Едмънд Спенсър. Първата ѝ половина е публикувана през 1590 г., а втората част през 1596 г. Кралицата на феите е забележителна със своята форма: тя е първата творба, написана в спенсърова строфа и е най-дългата поема на английски език. Тя е алегорична творба, написана във възхвала на кралица Елизабет I. В голяма степен символична, поемата следва няколко рицари в разглеждане на няколко добродетели. Творбата е известна с изкуствено архаичния си език.
Кралицата на феите получава политическото благоволение на Елизабет I и вследствие на това е успех до такава степен, че става определящата творба на Спенсър. Мярка за благоволението на кралицата е пенсията, която Спенсър получава поради творбата си, в размер на £50 годишно. Творбата е широко акламирана от критиците и е предмет на множество анализи.
Епосът представлява следните добродетели:
- Книга I: Святост
- Книга II: Умереност
- Книга III: Целомъдрие
- Книга IV: Приятелство
- Книга V: Справедливост
- Книга VI: Учтивост

В допълнение към тези 6 добродетели, в писмо до Уолтър Рали, Спенсър споменава, че Артур представлява добродетелта Величие, която („според Аристотел и останалите“) е „съвършенството на всички останали и съдържа в себе си всичките тях“, а самата Кралица на феите представлява Слава (оттук името Глориана). Недовършената седма книга (Канто на променливостта изглежда е представлявала добродетелта „Постоянство“.

## Външни връзки
- Online edition of The Faerie Queene
- Mary Macleod's 1916 retelling in prose
- Project Gutenberg edition of Books I-III Архив на оригинала от 2004-11-24 в Wayback Machine. incorporating modern rendition and glossary